# Ibrox Stadium
Das Ibrox Stadium (bis 1997 Ibrox Park) ist ein Fußballstadion in Glasgow, der größten Stadt in Schottland. Die Heimspielstätte der Glasgow Rangers, die in die UEFA-Stadionkategorie 4 eingestuft wurde, fasst 50.817 Zuschauer. Damit ist das Ibrox Stadium, nach dem Celtic Park und dem Hampden Park, das drittgrößte Fußballstadion Schottlands. Benannt ist das Stadion nach dem Glasgower Stadtteil Ibrox, in dem es sich befindet.

## Geschichte
Der alte Ibrox Park von 1887, der östlich des heutigen Standorts lag, hatte beim ersten Spiel der Rangers 15.000 Plätze. Nach dem Umzug an die heutige Stelle im Jahr 1899 und einer Investition von 200.000 Pfund hatte man dort zunächst Platz für 75.000 Zuschauer. Als 26 Menschen im Jahr 1902 bei einer Tragödie starben, senkte man die Zuschaueranzahl auf 25.000. Danach wurde nach einem Plan von Archibald Leitch der Ibrox Park in ein ovales Stadion für 63.000 Besucher umgewandelt und nach dem Ersten Weltkrieg auf ein Fassungsvermögen von 80.000 erhöht. Zu dieser Zeit waren aber nicht selten 120.000 Menschen im Stadion und dies führte zu weiteren Unglücken in den Jahren 1961 und 1971, bei denen 66 Menschen (Ibrox-Katastrophe) starben und 145 verletzt wurden. Aufgrund dessen wurde die Zuschauerzahl auf 65.000 verringert.
Nach 1971 wurde die Renovierung des gesamten Stadions beschlossen, und man bekam 1981 die besten Masterpläne Großbritanniens. Aus der ovalen Form wurde der typisch britische viereckige Bau, was zehn Millionen britische Pfund kostete. In den nächsten zehn Jahren wurden 53 Millionen Pfund in die Modernisierung gesteckt, wodurch die Gesamtzuschauerzahl von 50.467 zustande kam. Der Name des Stadions lautet seit 1997 nicht mehr Ibrox Park, sondern Ibrox Stadium.
Der Besucherrekord stammt vom 2. Januar 1939, als die Rangers in einem Ligaspiel auf Celtic Glasgow (Old Firm) trafen und 118.567 Zuschauer in das Stadion kamen.

## Galerie

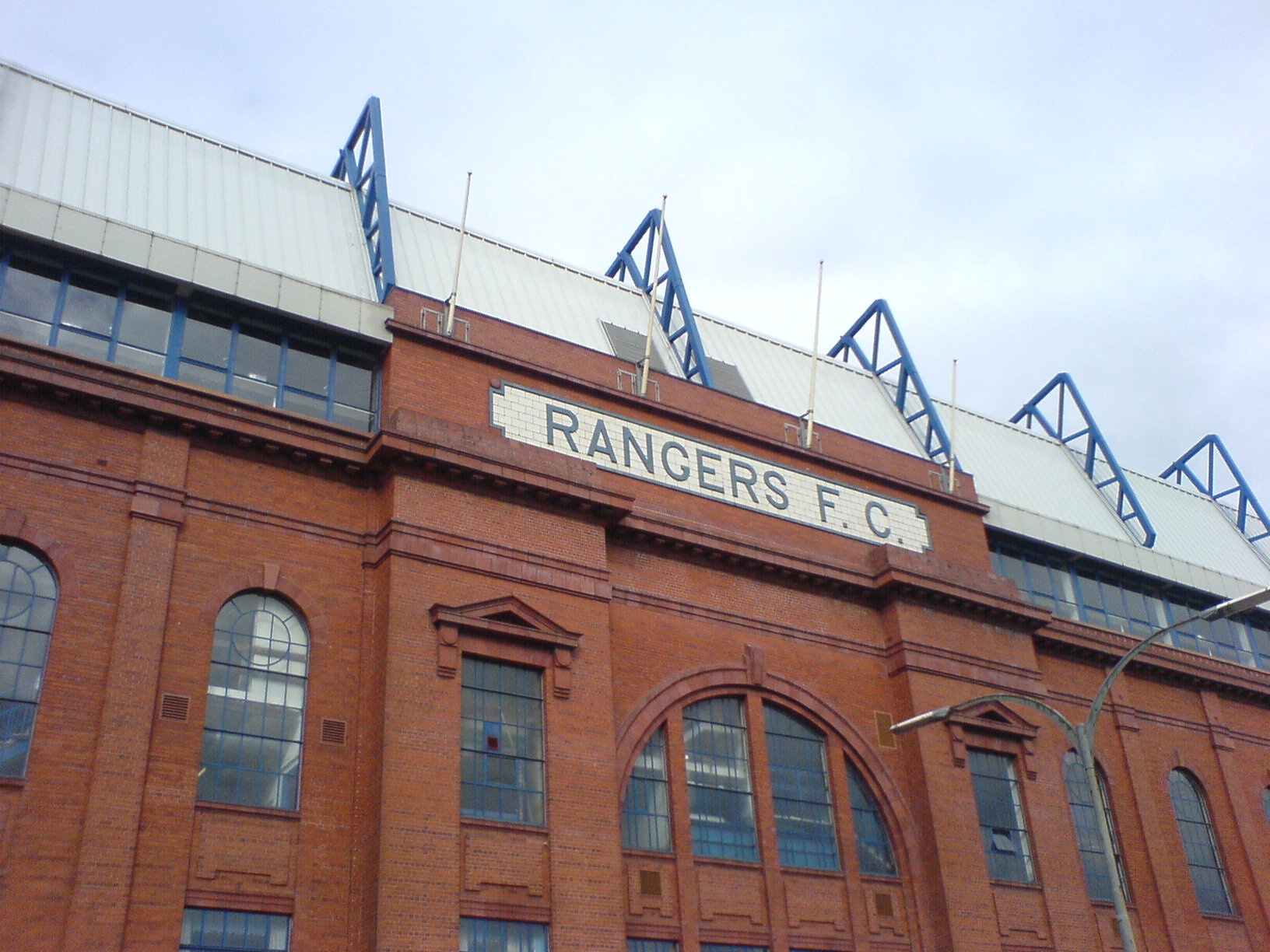
Die Fassade des Stadions
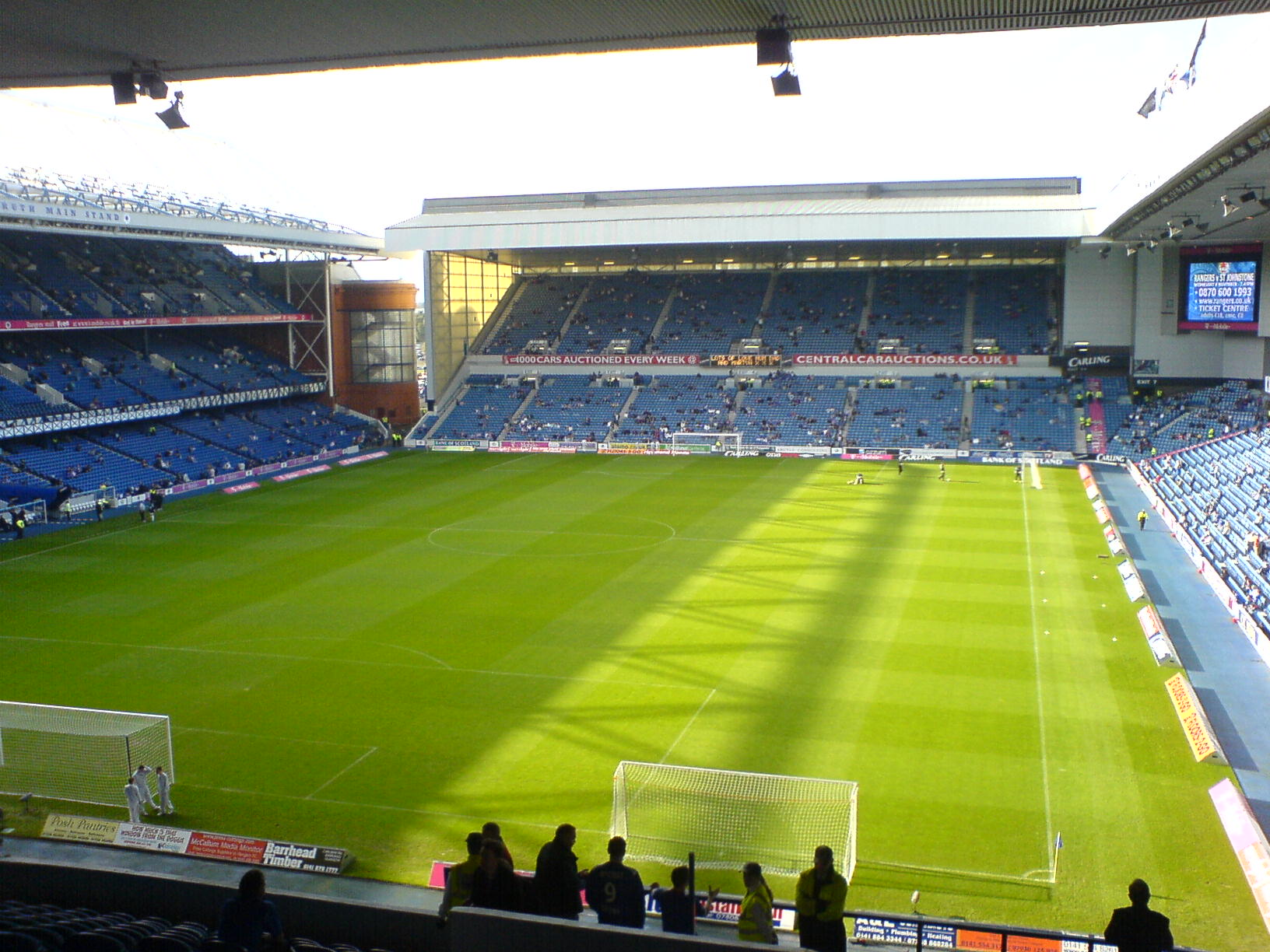
Das Ibrox Stadium vor einem Spiel der Rangers
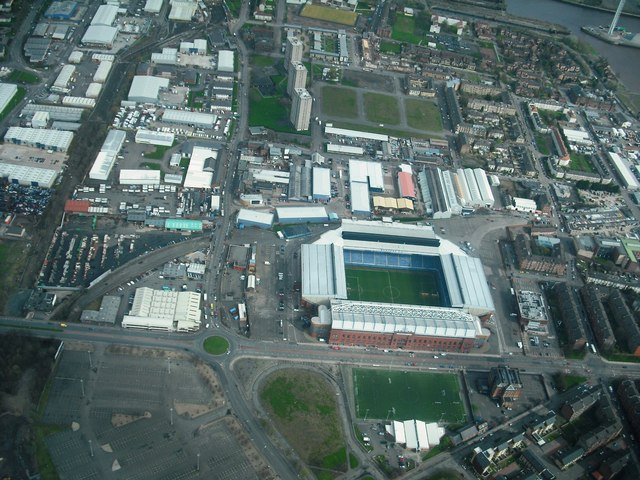
Luftbild
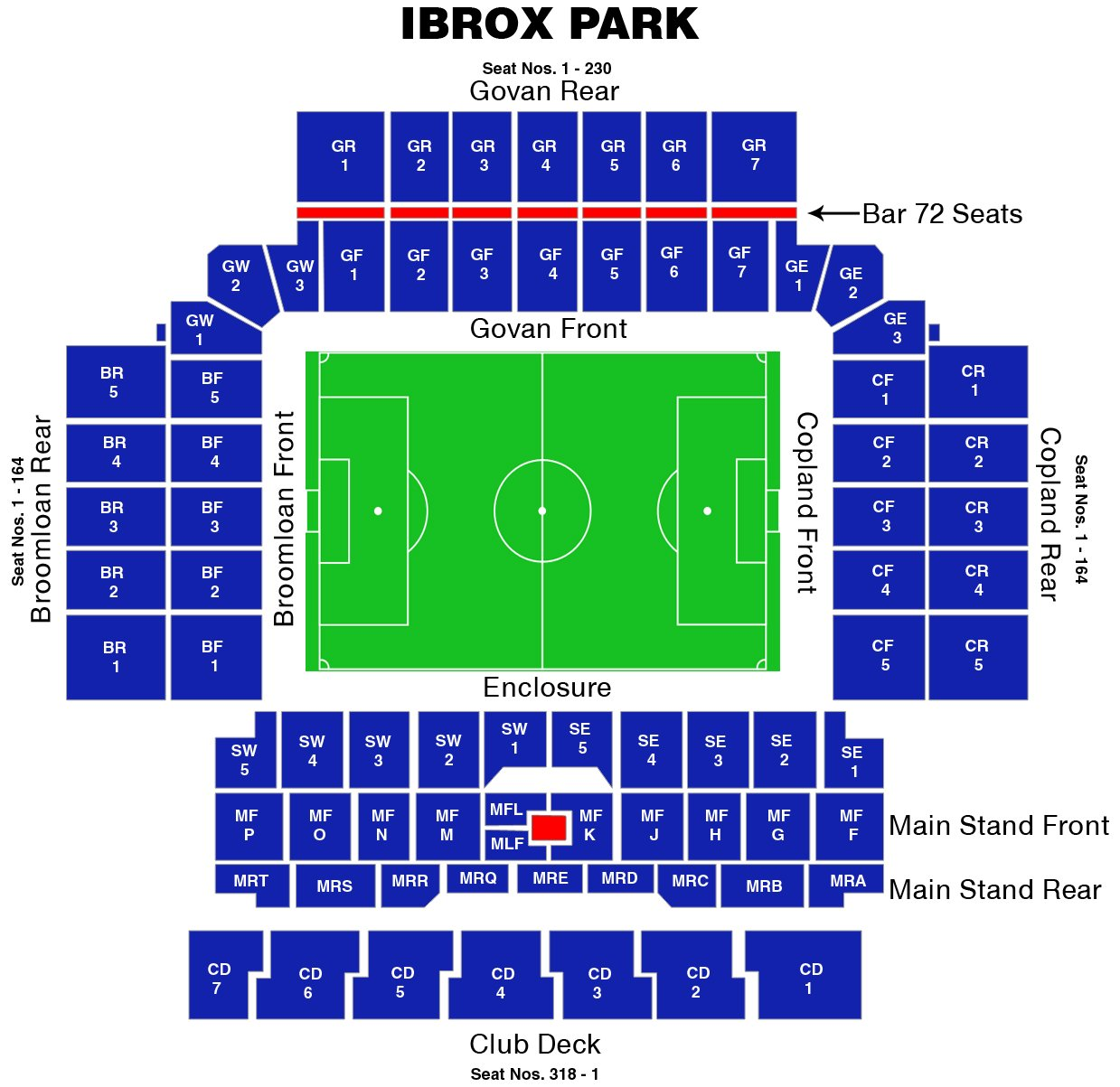
Stadionplan